# 扬·安维尔特

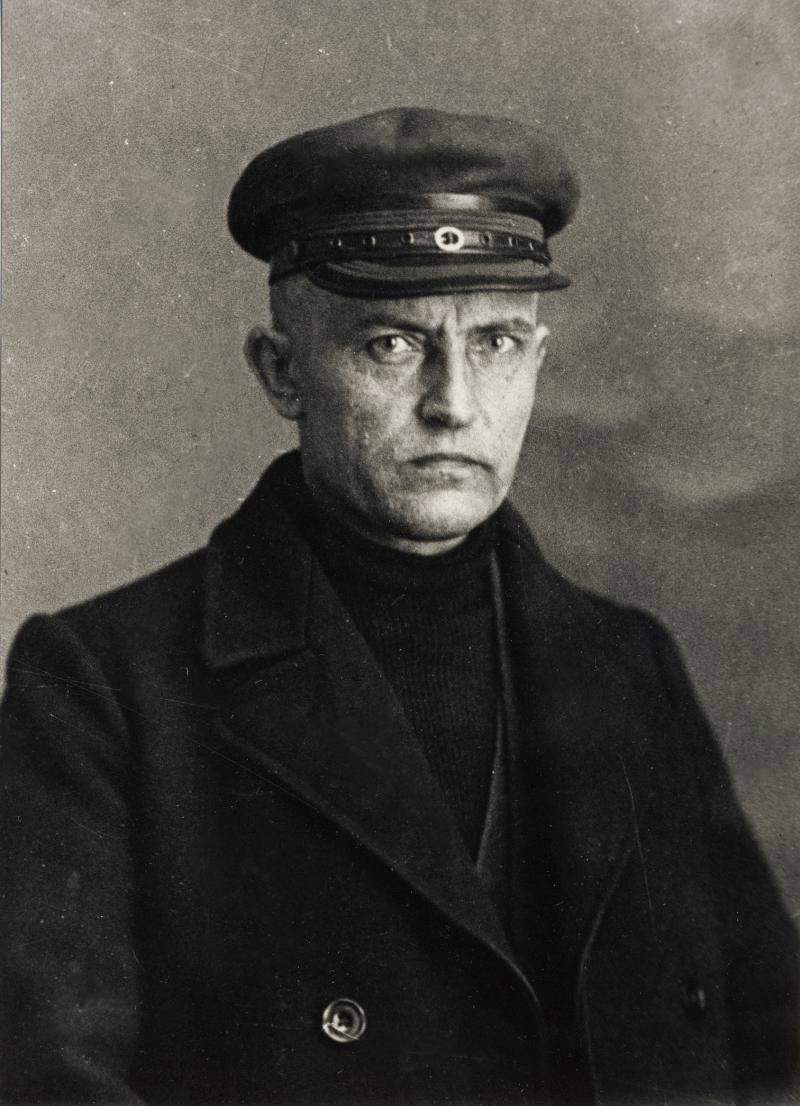
扬·安维尔特

扬·安维尔特（1884年4月18日—1937年12月11日），爱沙尼亚布尔什维克革命家，曾领导爱沙尼亚共产党和爱沙尼亚劳动人民公社，参与发动了1924年爱沙尼亚未遂政变，1937年苏联大清洗期间被逮捕，期间因拷打致伤而死。